# Miroslav Rohel
Miroslav Rohel (3. dubna 1914 Paskov – ?) byl český armádní letecký mechanik a odbojář v období druhé světové války.

## Život

### Před druhou světovou válkou
Miroslav Rohel se narodil 3. dubna 1914 v Paskově na Frýdecko-Místecku jako jedno z pěti dětí Františka a Johanny Rohelových. Otec mu zemřel ve čtyřech letech a matka se dva roky poté znovu vdala za Julia Metze. V roce 1933 nastoupil do armádní Školy pro odborný dorost letectva v Prostějově, kde byl vyškolen leteckým mechanikem. Studium zakončil v roce 1934.

### Druhá světová válka
Po německé okupaci v březnu 1939 vstoupil Miroslav Rohel do protinacistického odboje v řadách Obrany národa. Za svou činnost byl v roce 1941 zatčen gestapem a následně vyslýchán a vězněn v Breslau a Straubingu. Dne 1. května 1945 se nacházel ve skupině vězňů, která byla pěšky přesouvána do koncentračního tábora Dachau. Na skupinu zaútočila spojenecká letadla a Miroslav Rohel uprchl.

### Po druhé světové válce
Po skončení druhé světové války se Miroslav Rohel vrátil k armádní službě a v letech 1946 a 1947 sloužil na tankové jednotky ve Šternberku. V roce 1950 se oženil s Adele Klimesch, dceru bývalého ředitele šternberské textilky. Manželé poté žili ve Šternberku. V roce 1969 odešli s dětmi do exilu v Torontu. Československo navštívili až v roce 1990.